# Janne Grönroos
Janne Grönroos, född 21 augusti 1984 i Hangö, Finland, är en finlandssvensk programledare och stand-up komiker.

## Biografi
Grönroos är född i Hangö men uppvuxen i Ekenäs i södra Finland och har studerat pedagogik vid Åbo Akademi i Vasa. Under den tiden fungerade han som sångare i coverbandet Das Dunderhonung och jobbade som programledare för programmet "Listan" på Radio X3M. Under studietiden började Grönroos sällskapa med artisten Krista Siegfrids. Paret var gifta mellan åren 2017 och 2019.

### Karriär
Under studietiden deltog Grönroos i Radio X3Ms realityserie Galleriet, varefter han jobbade för kanalen som programledare för diverse program. Mellan åren 2011 och 2016 gjorde han Radio X3Ms morgonshow "Succémorgon".
Under tiden som programledare på YLE har Grönroos haft diverse sidoprojekt, främst som stand-up komiker och konferencier, men också inom musiken. Mest uppmärksammad är den skämtsamma duetten Drottningen av Åland med 90-tals technodrottningen Pandora. Videon har spelats över en halv miljon gånger på Youtube. Duon har uppträtt med låten på bl.a. Rock Off festivalen på Åland och på Kabelfabriken i Helsingfors. Låten är trots sin parodiska natur en samhällskritik av det politiska klimatet i Finland, vilket också uppmärksammades i en intervju i TV4:s Nyhetsmorgon.
Grönroos arbetade för Aftonbladet TV 2017-2020, 2021 börjar han som programledare i TV-programmet Efter Nio  .